# Водуце
Водуце (словен. Voduce) — поселення в общині Шентюр, Савинський регіон, Словенія. 
Висота над рівнем моря: 400,6 м.